# Pedro (rebelde)
Pedro (em latim: Petrus) foi um indivíduo da Península Ibérica, possivelmente de origem romana, que rebelou-se contra o Reino Visigótico em Dertosa; por ser citado como "tirano", crê-se que tenha se intitulado governante da cidade. Foi capturado e morto pelos visigodos em 506.